# 13211 Stucky
13211 Stucky è un asteroide della fascia principale. Scoperto nel 1997, presenta un'orbita caratterizzata da un semiasse maggiore pari a 2,8789314 UA e da un'eccentricità di 0,1563135, inclinata di 5,40187° rispetto all'eclittica.